# Stazione di Berlino-Marienfelde
La stazione di Berlino-Marienfelde (in tedesco Berlin-Marienfelde) è una stazione ferroviaria di Berlino, sita nell'omonimo quartiere.

## Storia
L'impianto, in origine denominato semplicemente "Marienfelde" e classificato come fermata, venne attivato il 17 giugno 1875. Nel 1893 venne elevato al rango di stazione.
Il 15 maggio 1939, grazie all'elettrificazione dei binari, la stazione venne interessata dal servizio della S-Bahn.
Il 1º agosto 1952 la stazione assunse la nuova denominazione di "Berlin-Marienfelde".

## Strutture e impianti
Per il servizio passeggeri la stazione due binari elettrificati a terza rotaia serviti da una banchina ad isola accessibile attraverso un sottopassaggio.
Per il servizio merci la stazione conta un fascio di binari non elettrificati, da cui si diparte un raccordo ferroviario diretti a uno stabilimento industriale.

## Movimento
La stazione è servita dalla linea S 2 della S-Bahn.

## Interscambi
- Fermata autobus